# Centrale nucleare di Santa María de Garoña
La centrale nucleare di Santa María de Garoña è una centrale nucleare spagnola situata presso la località di Santa María de Garoña, nel municipio di Valle de Tobalina, in Castiglia e León. L'impianto è composto da un reattore di tipologia BWR da 446MW di potenza netta. Dopo una prima volontà di chiudere il reattore nel 2009, venne chiusa il 16 dicembre 2012, e definitivamente nel 2017.